# Carmen Martínez Aguilera
Carmen Patricia Martínez (26 de diciembre de 1982) es una corredora de larga distancia paraguaya especializada en el maratón. Terminó en el puesto 115 en el maratón olímpico de 2016 con un tiempo de 2 horas 56 minutos y 43 segundos. Fue abanderada de Paraguay durante la ceremonia de clausura.
En 2015 recibió el premio Victoria de Oro a la mejor deportista del año por parte del Círculo de Periodistas Deportivos de Paraguay; también fue nombrada Atleta del Año 2015 por la Federación Paraguaya de Atletismo.

## Logros
- Medalla de plata en cross country, 2014.
- Maratón internacional de Asunción, bicampeona.
- Media maratón, tetracampeona.
- Campeona sudamericana en medio maratón, 2014.
- Medalla de plata en Chile 2014.
- Sexto lugar en Rotterdam y clasificada a los Juegos Olímpicos Río 2016.
- Mundial de Media Maratón con récord nacional en Cardif, Inglaterra.
- Puesto 115 en los Juegos Olímpicos Río 2016.
- Maratón de Düsseldorf, Alemania. Medalla de bronce.
- Record nacional y clasificada al Mundial de Atletismo en Londres 2017.
- Medalla de oro en sudamericano de pista, 10,000 metros.
- Juegos Bolivarianos, medalla de bronce.[3]